# Antonín Dvořák (malíř)
Antonín Dvořák (16. prosince 1817 Němčice – 26. dubna 1881 Praha) byl český malíř a fotograf.

## Život
A. Dvořák se narodil 16. prosince 1817 jako druhý z osmi dětí. Jeho otec Antonín Dvořák byl mlynářem v Němčicích u Litomyšle. V letech 1830–1835 navštěvoval piaristické gymnázium v Litomyšli a v letech 1835–1836 absolvoval kursy kreslení na reálce v Poličce. 
Ryze malířské studium absolvoval v letech 1836–1840 na pražské malířské Akademii u prof. Františka Tkadlíka. V letech 1844–1845 pokračoval ve studiu na malířské Akademii ve Vídni u Ferdinanda Georga Waldmüllera. V roce 1845 se Dvořák vrátil zpět do Prahy a pokračoval ve studiu na Akademii u profesora Christiana Rubena. V následujícím roce studium na Akademii ukončil a vrátil se Litomyšle. Od roku 1850 vyučoval kreslení na litomyšlském piaristické gymnáziu, kde setrval patrně do roku 1855.
V roce 1851 se oženil s Klárou Vorlovou, se kterou měl pět dětí.
Roku 1865 odešel Dvořák z Litomyšle do Prahy, kde získal místo učitele kreslení na Královském českém polytechnickém ústavu.
V roce 1879 oslepl a o dva roky později v Praze zemřel na tuberkulozu plic.

## Dílo
Dvořák portrétoval litomyšlské měšťany a ve svých obrazech zachytil život obyvatel Litomyšle a okolních vesnic. Jeho idylické výjevy, zdůraznující náboženské a moralistní prvky byly plné dobového sentimentu. V roce 1860 si z důvodu úbytku malířských zakázek založil v Litomyšli fotografický atelier. Fotografií se totiž zabýval zprvu amatérsky, včetně méně obvyklých technik ambrotypie a pannotypie. Pravidelně obesílal výstavy Krasoumné jednoty v Praze. V 70. letech 19. stol. se u něho projevilo vážné oční onemocnění. V roce 1875 podstoupil operaci obou očí. Postupně přestal malovat a bohaté zkušenosti z malířské a pedagogické praxe zužitkoval v publikační činnosti. V roce 1879 vydal knihu Rozměry a obraty lidské hlavy.Ve své volné tvorbě se věnoval hlavně portrétům, s oblibou také zachycoval život obyčejných lidí Litomyšlska a maloval zátiší. Věnoval se rovněž fotografii. V jeho další tvorbě ho zastavila nemoc očí, která vyústila ve slepotu. Nejvyšší dosažená cena za dílo tohoto autora v aukci: 180 000 Kč.

## Galerie

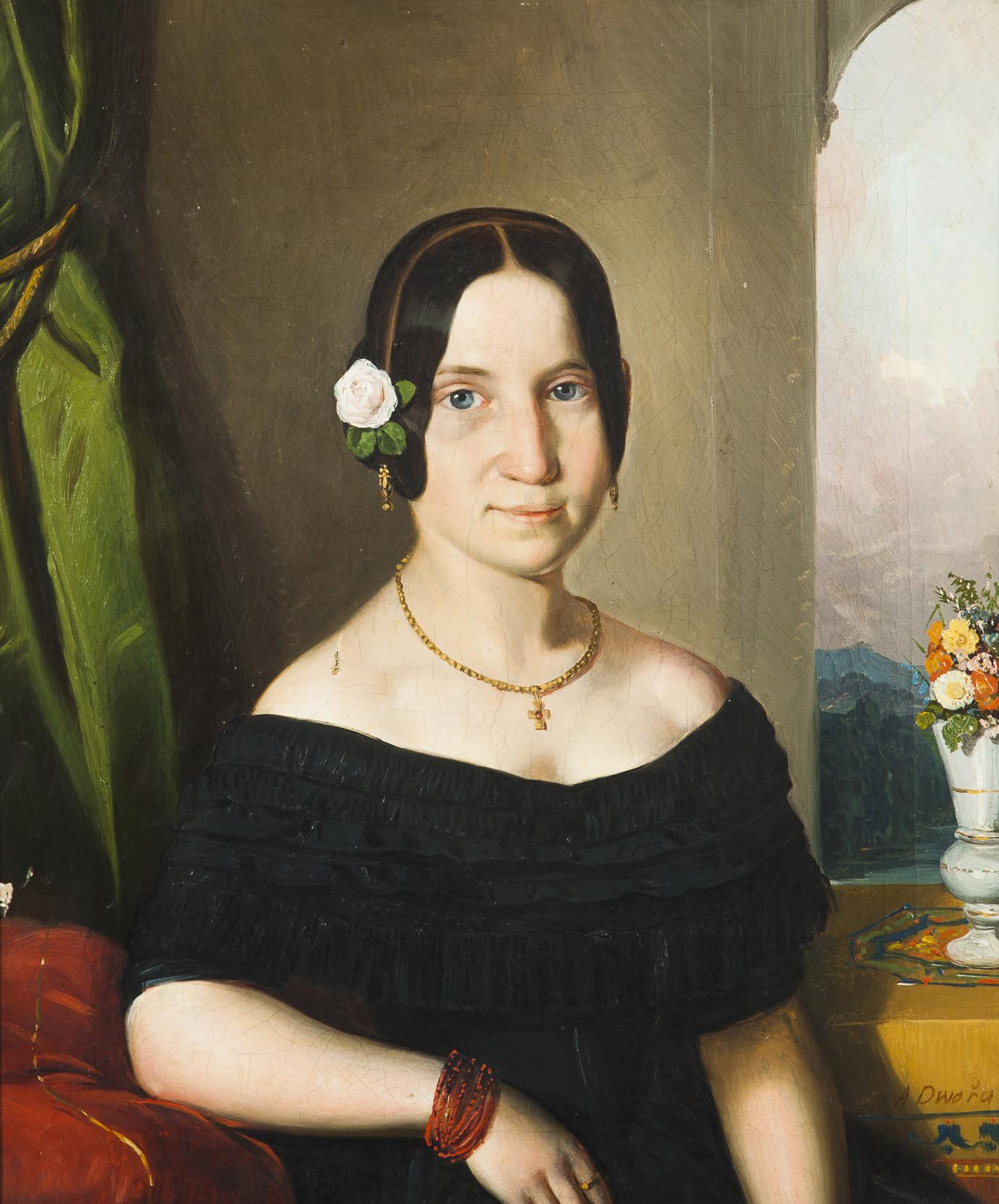
Antonín Dvořák – portrét dámy (1845)
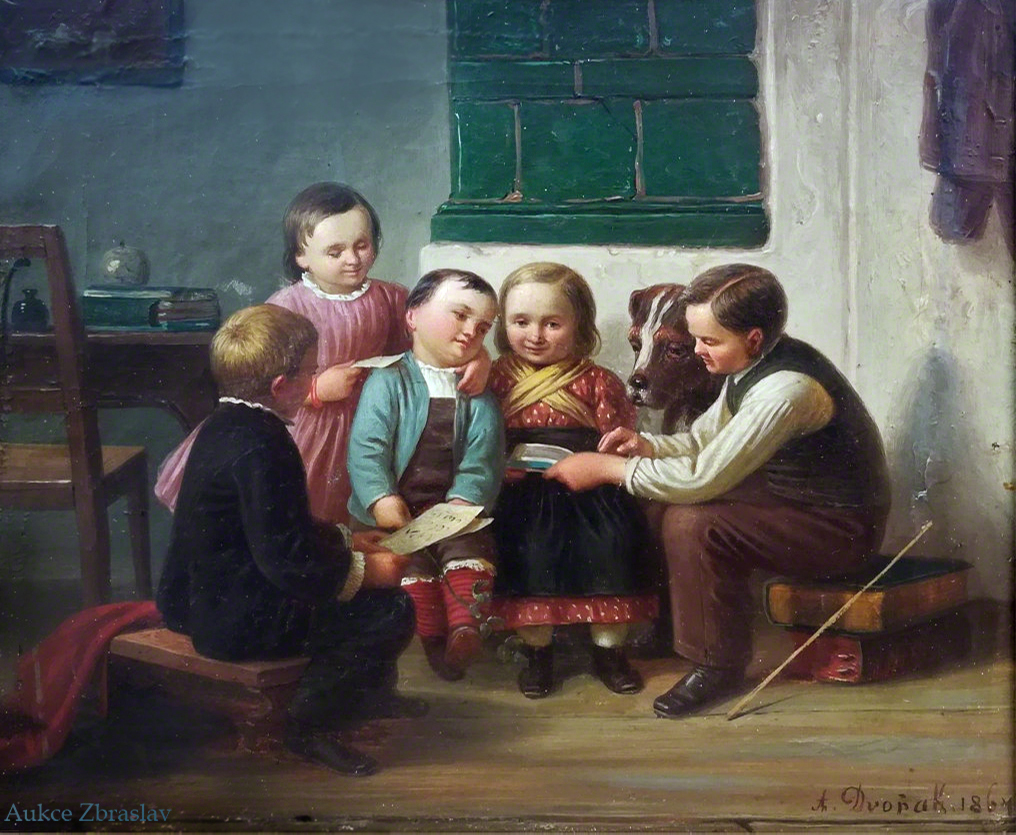
Antonín Dvořák – Žánrový výjev – děti se učí (1864)
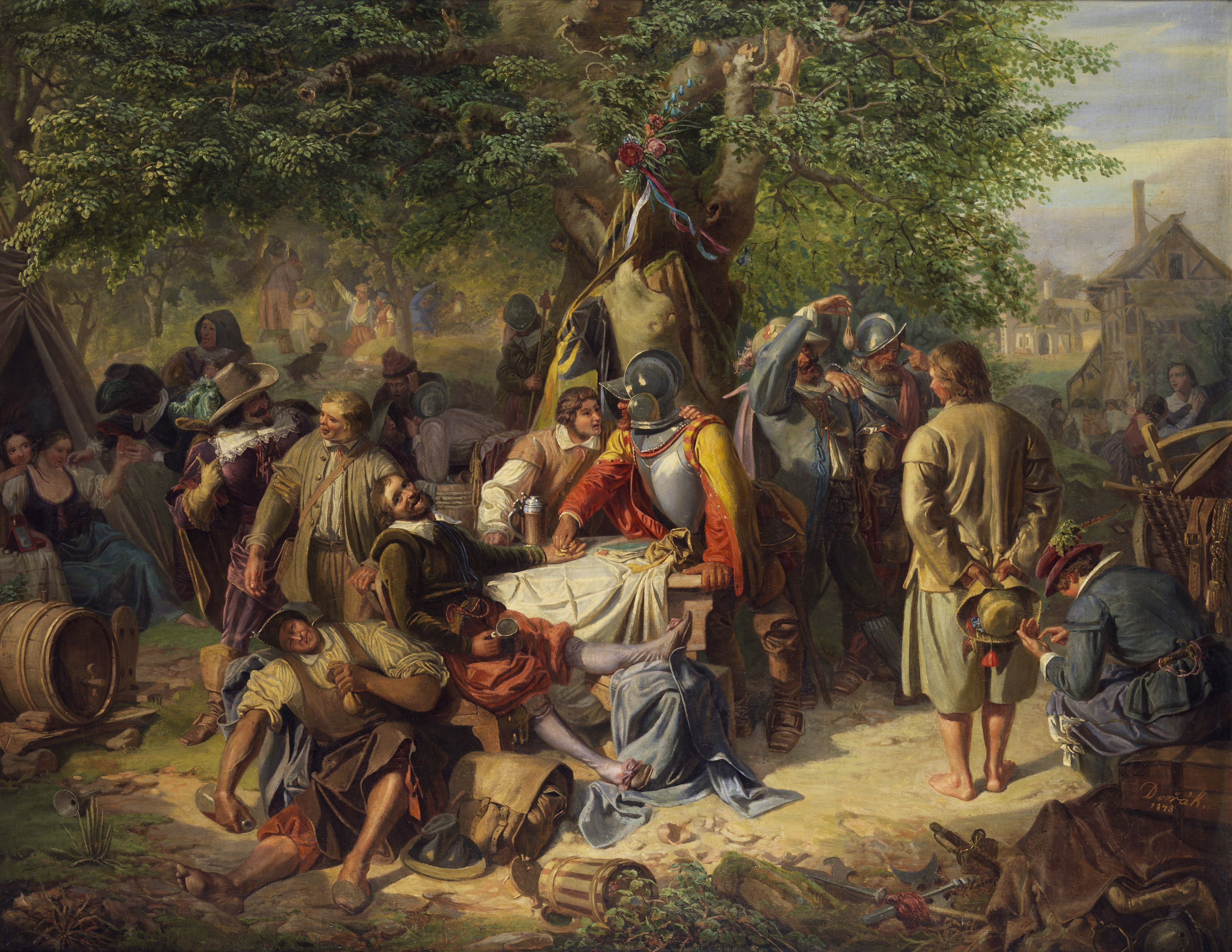
Antonín Dvořák – po drancování (1848)
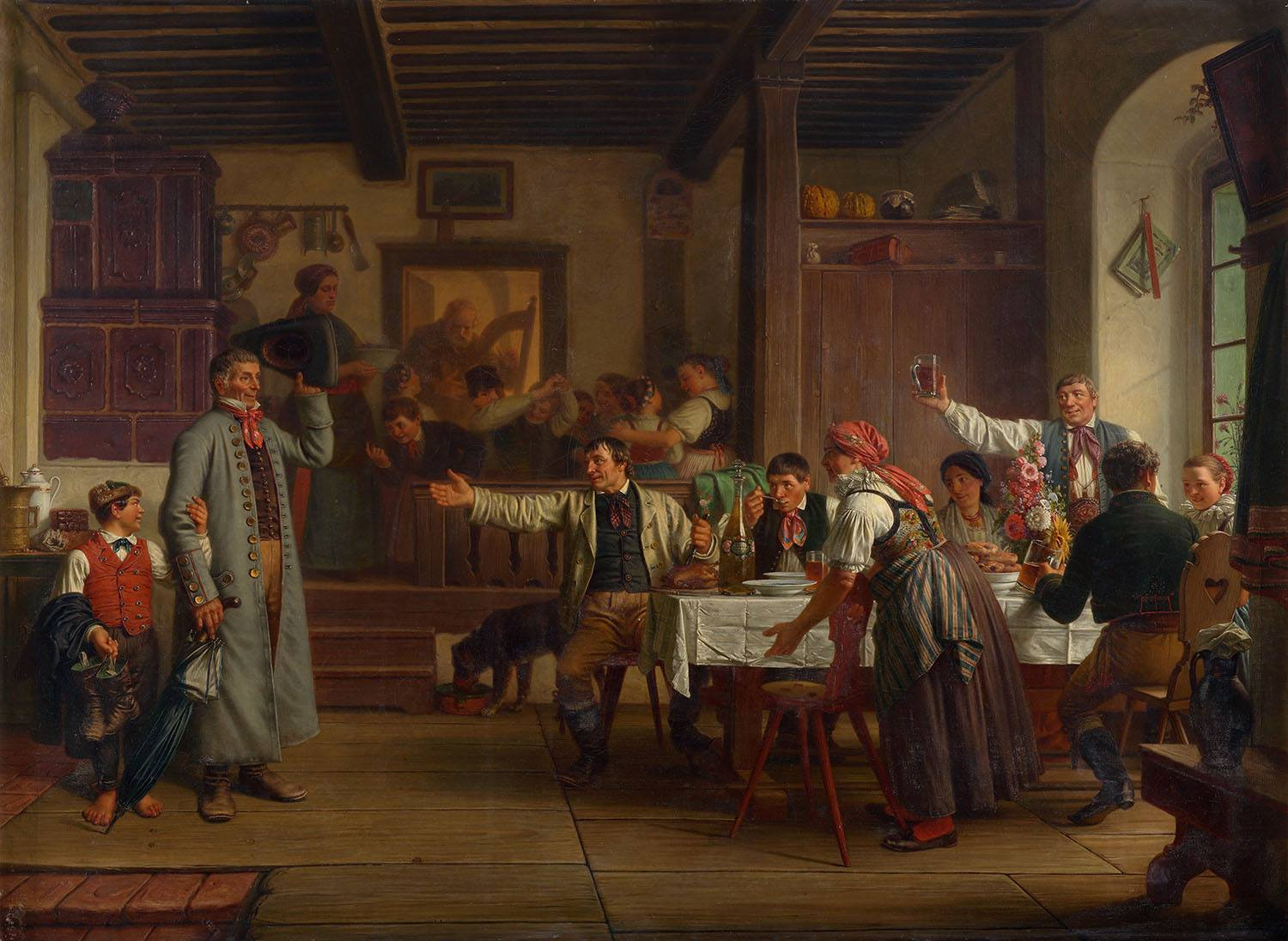
Antonín Dvořák - Posvícení v Němčicích (1861)
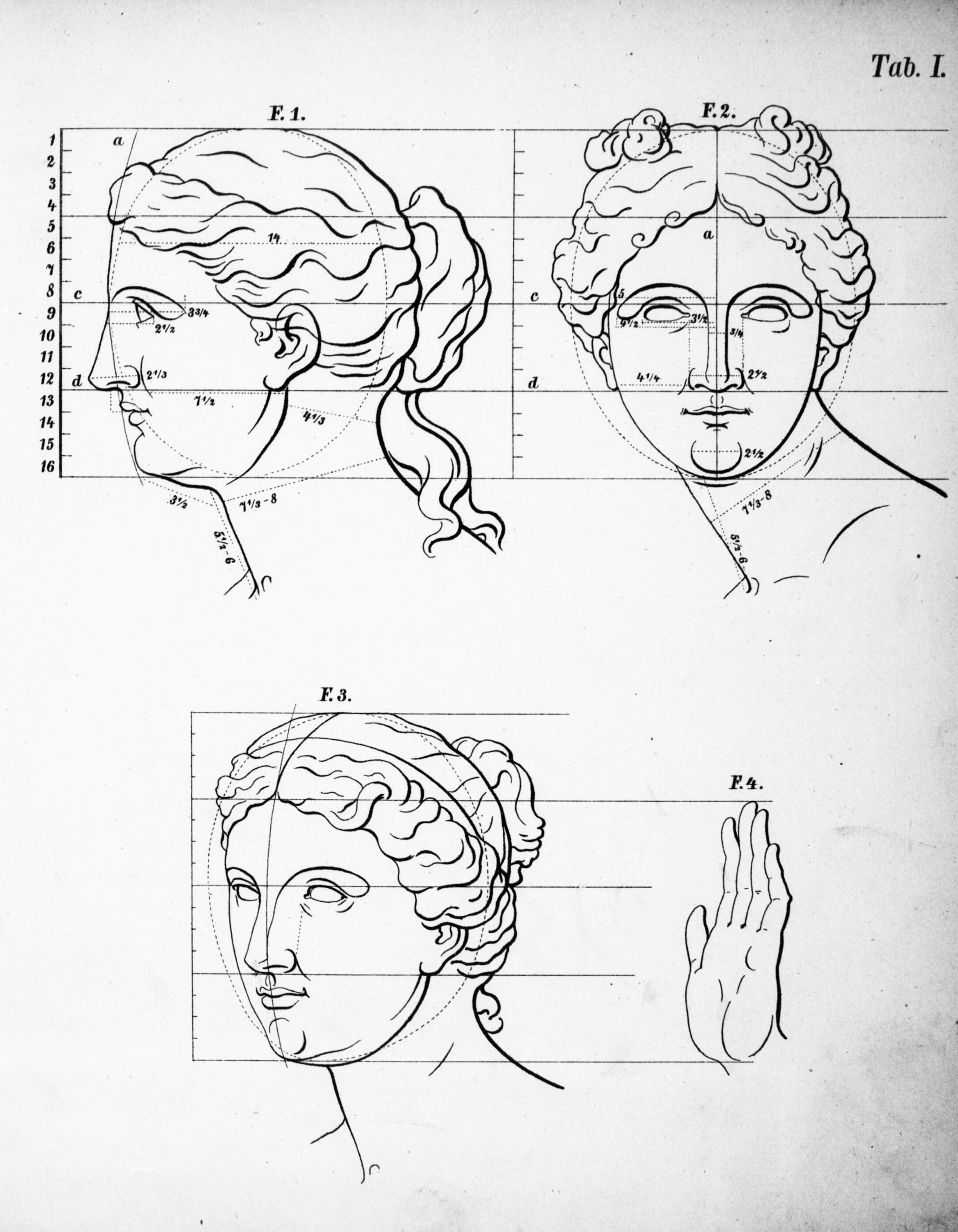
Antonín Dvořák: Rozměry a obraty lidské hlavy (ilustrace)